# Уазон
Уазо́н (фр. Oizon) — коммуна во Франции, находится в регионе Центр. Департамент — Шер. Входит в состав кантона Обиньи-сюр-Нер. Округ коммуны — Вьерзон.
Код INSEE коммуны — 18170.

## География
Коммуна расположена приблизительно в 155 км к югу от Парижа, в 70 км юго-восточнее Орлеана, в 45 км к северу от Буржа.
По территории коммуны протекают реки Нер и Уазенот.

## Население
Население коммуны на 2008 год составляло 722 человека.
| 1962 | 1968 | 1975 | 1982 | 1990 | 1999 | 2008 |
| ---- | ---- | ---- | ---- | ---- | ---- | ---- |
| 596  | 701  | 660  | 725  | 776  | 752  | 722  |

## Администрация
| Период | Период | Фамилия       | Партия        | Примечания |
| ------ | ------ | ------------- | ------------- | ---------- |
| 2001   | 2008   | Даниель Годон |               |            |
| 2008   | 2010   | Патрик Приу   | Разные правые |            |
| 2010   | 2014   | Беро де Вогюэ | Разные правые |            |

## Экономика
В 2007 году среди 483 человек в трудоспособном возрасте (15-64 лет) 365 были экономически активными, 118 — неактивными (показатель активности — 75,6 %, в 1999 году было 70,6 %). Из 365 активных работали 330 человек (179 мужчин и 151 женщина), безработных было 35 (16 мужчин и 19 женщин). Среди 118 неактивных 20 человек были учениками или студентами, 59 — пенсионерами, 39 были неактивными по другим причинам.

## Достопримечательности
- Замок Веррери[фр.] (XV век). Исторический памятник с 1926 года[3]
- Приходская церковь Сен-Марсьяль (XII век)
  - Деревянная статуя Св. Марциала (XVIII век). Высота — 97 см. Исторический памятник с 1963 года[4]
  - Статуя «Мадонна с младенцем» (XIV век). Высота — 65 см. Исторический памятник с 1963 года[5]
- Водяная мельница

## Фотогалерея

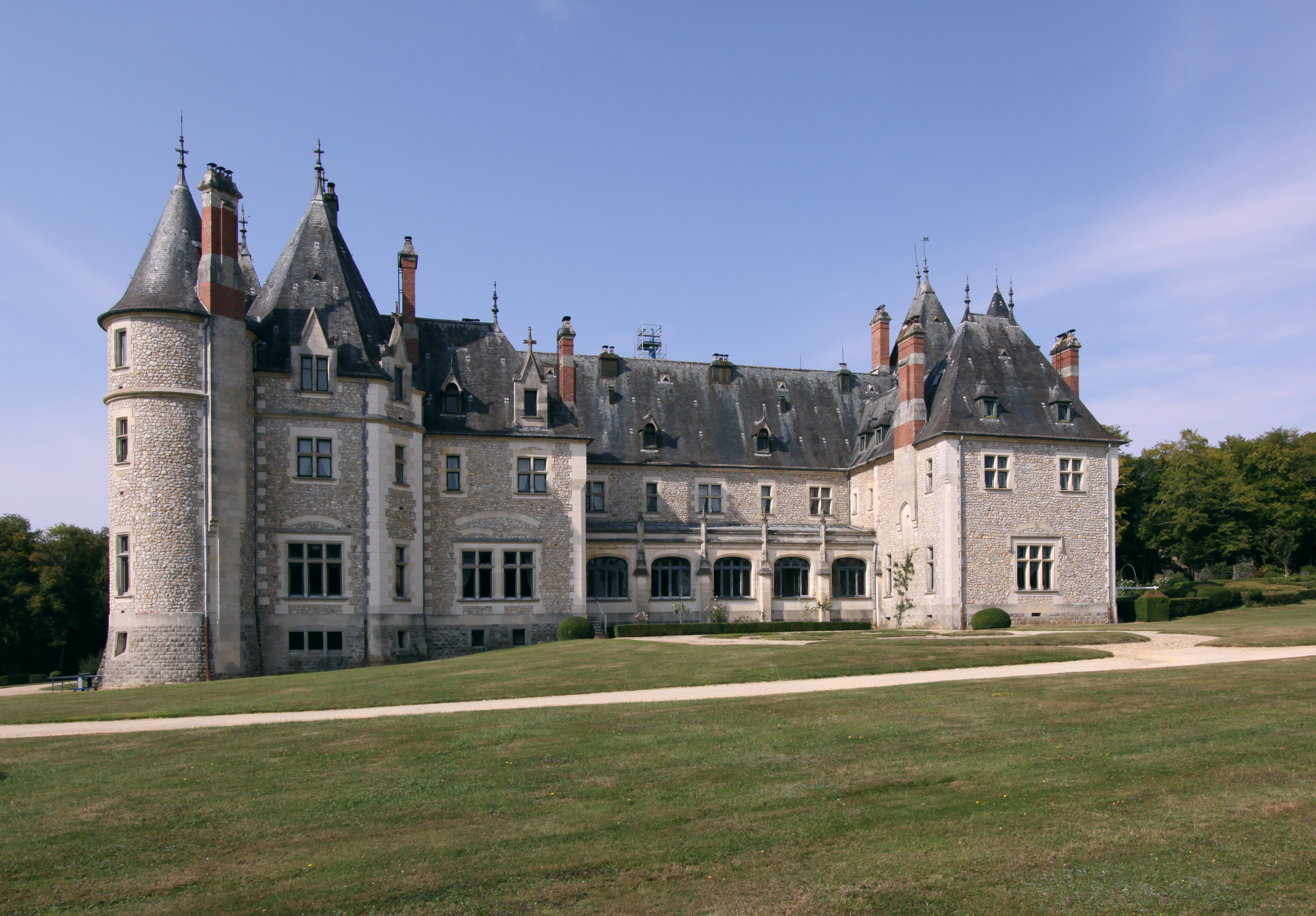
Замок Веррери
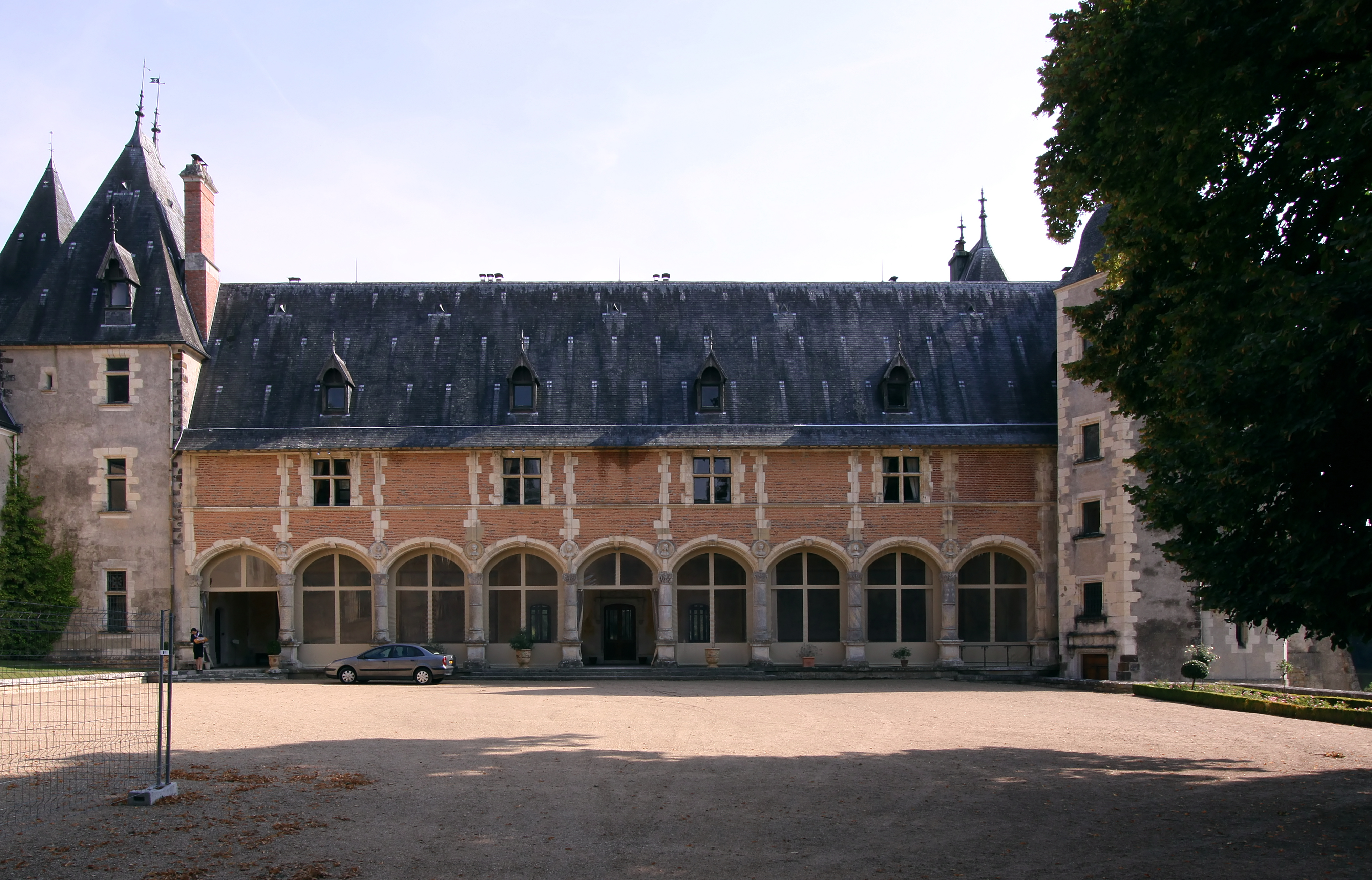
Замок Веррери
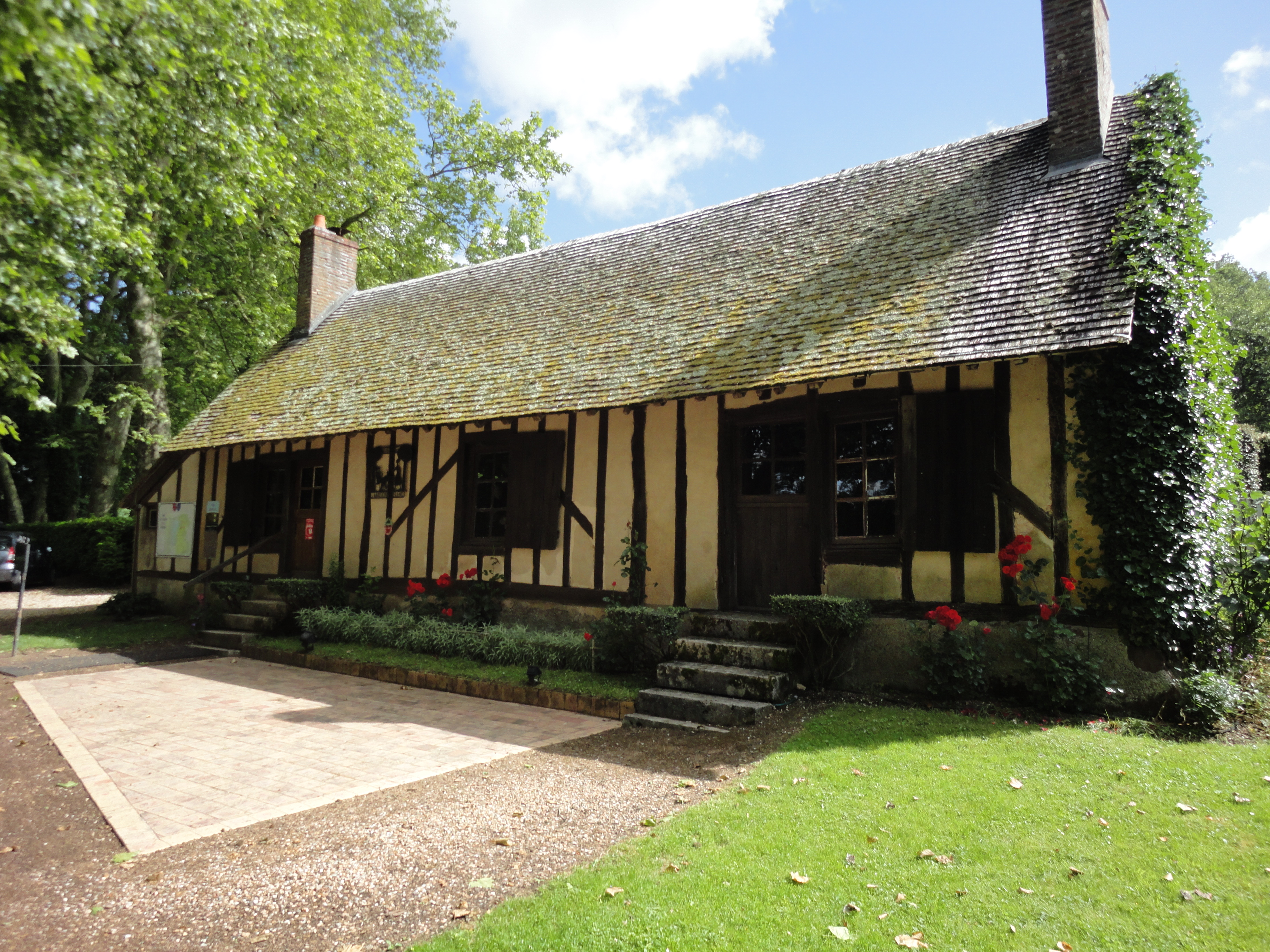
Ресторан «Дом Элен» рядом с замком Веррери
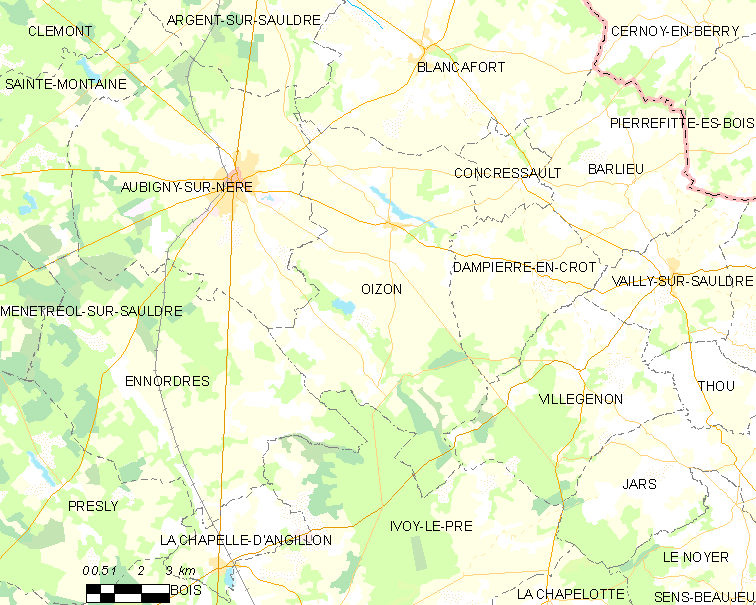
Карта коммуны